# ГЕС Сан-Агустін
ГЕС Сан-Агустін (ісп. San Agustin) — гідроелектростанція на північному заході Іспанії. Розташована між ГЕС Сан-Себастіан (вище за течією) та ГЕС-ГАЕС Пуенте-Бібей, входить до складу каскаду на річці Бібей (ліва притока Сіль, яка в свою чергу є лівою притокою найбільшої річки Галісії Мінью).
Для роботи станції річку перекрили греблею Піас. Це кам'яно-накидна споруда із бетонним ущільненням висотою 47 метрів та довжиною 260 метрів, на спорудження якої пішло 318 тис. м3 матеріалу. Вона утримує сховище об'ємом 9,8 млн м3, від якого вода подається по дериваційному тунелю довжиною 7,7 км до машинного залу, розташованого в кількох кілометрах на північний захід у гірському масиві правобережжя Bibey (при цьому сама річка після греблі спочатку описує вигнуту на південь дугу).
Основне обладнання станції становлять два гідроагрегати потужністю по 32,6 МВт.
Зв'язок з енергосистемою відбувається по ЛЕП, що працює під напругою 220 кВ.